# هانس بفاف
هانس بفاف (بالألمانية: Hans Ulrich Vitalis Pfaff)‏ (و. 1824 – 1872 م) هو رياضياتي، وأستاذ جامعي، وفيزيائي ألماني، ولد في إرلنغن، توفي في إرلنغن، عن عمر يناهز 48 عاماً.